# Victor-Onésime-Quirin Laurans
Victor-Onésime-Quirin Laurans (Mende, 6 settembre 1842 – Cahors, 15 luglio 1911) è stato un vescovo cattolico francese.

## Biografia
Fu ordinato sacerdote il 23 dicembre 1865 nella diocesi di Mende. 
Fu segretario personale del vescovo della sua diocesi di origine Julien Costes e vicario generale del vescovo François-Narcisse Baptifolier, successore di Costes. Fu anche docente presso il seminario di Mende e ricoprì il ruolo di architetto diocesano. 

### Ministero episcopale
13 luglio 1906 papa Pio X lo nominò vescovo di Cahors.
Il 12 agosto 1906 ricevette la consacrazione episcopale dalle mani del vescovo Jacques-Jean Gely, co-consacranti il vescovo titolare di Acanda Léon-Antoine-Augustin-Siméon Livinhac e il vescovo di Rodez Charles du Pont de Ligonnès.
Morì a Cahors il 15 luglio 1911.

## Genealogia episcopale e successione apostolica
La genealogia episcopale è:
- Cardinale Scipione Rebiba
- Cardinale Giulio Antonio Santori
- Cardinale Girolamo Bernerio, O.P.
- Arcivescovo Galeazzo Sanvitale
- Cardinale Ludovico Ludovisi
- Cardinale Luigi Caetani
- Cardinale Ulderico Carpegna
- Cardinale Paluzzo Paluzzi Altieri degli Albertoni
- Papa Benedetto XIII
- Papa Benedetto XIV
- Papa Clemente XIII
- Cardinale Marcantonio Colonna
- Cardinale Giacinto Sigismondo Gerdil, B.
- Cardinale Giulio Maria della Somaglia
- Cardinale Carlo Odescalchi, S.I.
- Cardinale Costantino Patrizi Naro
- Cardinale Lucido Maria Parocchi
- Papa Pio X
- Vescovo Jacques-Jean Gely
- Vescovo Victor-Onésime-Quirin Laurans

La successione apostolica è:
- Vescovo Henri-Marie Arlet (1907)